# Берилова діадема
«Берилова діадема» — твір із серії шотландського письменника «Пригоди Шерлока Холмса» Артура Конана Дойля. Вперше опубліковано Strand Magazine в травні 1892 року.

## Сюжет

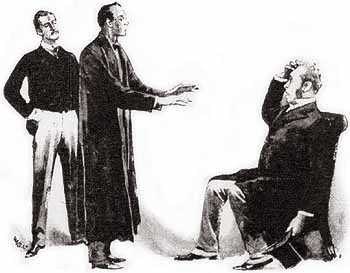
Шерлок Холмс, доктор Вотсон та Холдер

Банкірові Стретема, серу Александру Холдеру, залишають в заставу діадему. Вночі він виявляє, що його син Артур відламав від неї три берили, але племінниця банкіра Мері стверджує, що син не винен. Сер Холдер впевнений, що це син пошкодив коштовність. Шерлок Холмс встановлює, що син банкіра дійсно не винен, але Мері була співучасницею злочину, скоєного її коханцем. Артур, який дуже любив Мері, знав правду, але з особистих мотивів відмовився говорити про це, бо виправдатися він міг, тільки видавши Мері.